# تپه و گورستان خرمن
تپه و قبرستان خرمن مربوط به سده‌های میانه و متاخر دوران‌های تاریخی پس از اسلام است و در شهرستان بیضا،بخش بیضا، دهستان بیضا، روستای بوزنجان علیا واقع شده و این اثر در تاریخ ۳۰ بهمن ۱۳۸۶ با شمارهٔ ثبت ۲۰۹۲۹ به‌عنوان یکی از آثار ملی ایران به ثبت رسیده است.